# 姆呷魯加
姆呷魯加（¡Mucha Lucha! ） 是一部美國動畫，最早於2002年8月17日在Kids'WB播放，由Eddie Mort和Lili Chin創作，華納兄弟製作。讲述的是三个主角孩子在摔角学校学习的故事。
其中Mucha的意思是西班牙文的擂台護欄，Lucha则是西班牙文的自由搏擊。
在2003年于台湾卡通频道播放。

## 登场人物

#### 學生
- 小瑞瑞
- 劲爆女孩
- 阿蚤
- 蒙面狗
- 小雪豆
- 牛頭怪
- 忍者二次方
- 小狗狗
- 派對糖果王
- 電火球
- 可可毀滅者
- 菌菌魔王
- 太平洋鬥士
- 小蜻蜓
- 暴風辛蒂
- 瘋狂小蚊子
- 水果沙拉小子
- 小丑王
- 潘潘原子彈
- 冰點凱文
- 皮耶巨大火球
- 地鐵王
- 相撲王子
- 乾草堆霸王
- 叢林泰山法蘭克
- 馬鈴薯大蕃薯二世

#### 校方
- 大姐頭校長
- 密卡達老師
- 過氣天王老師
- 創校爺爺

#### 主角家庭
- 天涯孤星(小瑞瑞之父)
- 瘋狂神經媽媽(小瑞瑞之母)
- 勁爆老爹(勁爆女孩之父)
- 勁爆媽咪(勁爆女孩之母)
- 蚤爸(阿蚤之父)
- 蚤媽(阿蚤之母)
- 寶妹妹/普吉達(阿蚤之妹)

#### 別校學生
- 太妹瑪丹娜
- 卡頓酷喬斯
- 長髮痞子

#### 反派
- 蒙面馬桶怪
- 佛拉杜拉皇后
- 千面人提米
- 邪惡的牛魔王牙醫師
- 痛苦天王柯茲
- 背包野人族